# William C. Fields

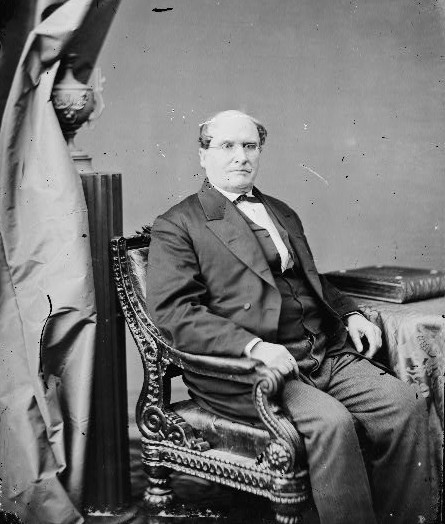
William C. Fields

William Craig Fields (* 13. Februar 1804 in New York City; † 27. Oktober 1882 in Laurens, New York) war ein US-amerikanischer Jurist und Politiker. Zwischen 1867 und 1869 vertrat er den Bundesstaat New York im US-Repräsentantenhaus.

## Werdegang
William Craig Fields wurde ungefähr acht Jahre vor dem Ausbruch des Britisch-Amerikanischen Krieges in New York City geboren. Er besuchte Gemeinschaftsschulen. Dann zog er 1836 nach Laurens im Otsego County, wo er kaufmännischen Geschäften nachging. 1847 begann er mit der Herstellung von Baumwoll- und Leinenprodukten. Er war sechzehn Jahre lang als Friedensrichter tätig. Zwischen 1852 und 1855 war er Clerk am Otsego County. Er bekleidete in den Jahren 1865 und 1866 den Posten als Supervisor von Otsego County. Politisch gehörte er der Republikanischen Partei an.
Bei den Kongresswahlen des Jahres 1866 für den 40. Kongress wurde Fields im 19. Wahlbezirk von New York in das US-Repräsentantenhaus in Washington, D.C. gewählt, wo er am 4. März 1867 die Nachfolge von Demas Hubbard junior antrat. Er schied nach dem 3. März 1869 aus dem Kongress aus.
Danach zog er sich aus dem öffentlichen Leben zurück. Am 27. Oktober 1882 starb er in Laurens und wurde dann auf dem gleichnamigen Friedhof beigesetzt.